# Centre hospitalier de Rambouillet
Le centre hospitalier de Rambouillet est un centre hospitalier situé à Rambouillet, dans le département des Yvelines.